# Walentin Minczew
Walentin Minczew, bułg. Валентин Минчев – bułgarski kierowca wyścigowy.

## Życiorys
Rywalizował w drugiej połowie lat 80. w krajowych mistrzostwach Formuły Easter. W 1987 roku zajął m.in. czwarte miejsce w zawodach Pista Sliwen i zajął dziewiąte miejsce w klasyfikacji końcowej mistrzostw kraju. W sezonie 1988 zwyciężył w zawodach Pista Sofia i był drugi w wyścigu Pista Sliwen, dzięki czemu został wicemistrzem serii, o 0,1 punktu za Stamo Iliewem. W 1989 roku Minczew wygrał wyścig Pista Sliwen i zajmując drugą pozycję w zawodach Pista Prista. W mistrzostwach Bułgarii kierowca ponownie zajął drugie miejsce, ulegając o dwa punkty Rajczo Sergiewowi. Ponadto kierowca wystartował wówczas w wyścigu Pucharu Pokoju i Przyjaźni na torze Poznań, gdzie zajął trzynaste miejsce.

## Wyniki
| Legenda oznaczeń w tabelach wyników Wyświetl szablon na nowej stronie | Legenda oznaczeń w tabelach wyników Wyświetl szablon na nowej stronie                                                                     |
| Oznaczenie                                                            | Wyjaśnienie |
| --------------------------------------------------------------------- | --- |
| Złoty                                                                 | Zwycięzca lub mistrzostwo |
| Srebrny                                                               | 2. miejsce lub wicemistrzostwo |
| Brązowy                                                               | 3. miejsce lub II wicemistrzostwo |
| Zielony                                                               | Ukończył, punktował (w klasyfikacji generalnej, gdy zdobył co najmniej jeden punkt na przestrzeni sezonu, poza trzema powyższymi opcjami) |
| Niebieski                                                             | Ukończył, nie punktował (w klasyfikacji generalnej, gdy nie zdobył co najmniej jednego punktu na przestrzeni sezonu)                      |
| Czerwony                                                              | Nie zakwalifikował się (NZ) |
| Czerwony                                                              | Nie prekwalifikował się (NPK) |
| Różowy                                                                | Nie ukończył (NU) |
| Różowy                                                                | Niesklasyfikowany (NS) (w klasyfikacji generalnej, gdy nie został sklasyfikowany w żadnym wyścigu sezonu)                                 |
| Czarny                                                                | Zdyskwalifikowany (DK) |
| Czarny                                                                | Wykluczony (WYK/EX) |
| Biały                                                                 | Nie wystartował (NW) |
| Biały                                                                 | Kontuzjowany (K/INJ) |
| Biały                                                                 | Wyścig odwołany (OD/C) |
| Bez koloru                                                            | Został wycofany (WYC/WD) |
| Bez koloru                                                            | Nie przybył (NP/DNA) |
| Bez koloru                                                            | Nie brał udziału w treningach (NT/DNP) |
| Bez koloru                                                            | Nie został zgłoszony (–) |
| Pogrubienie                                                           | Start z pole position |
| Kursywa                                                               | Najszybsze okrążenie wyścigu |
| †                                                                     | Nie ukończył, ale jego rezultat został zaliczony ze względu na przejechanie więcej niż 90% dystansu wyścigu.                              |
| *                                                                     | Sezon w trakcie |
| 1/2/3                                                                 | Punktowana pozycja w sprincie kwalifikacyjnym                                                                                             |
| Lista systemów punktacji Formuły 1                                    | |

### Puchar Pokoju i Przyjaźni
| Rok  | Samochód | Silnik | Wyniki w poszczególnych eliminacjach | Wyniki w poszczególnych eliminacjach | Wyniki w poszczególnych eliminacjach | Wyniki w poszczególnych eliminacjach | Pkt. | Msc. |
| ---- | -------- | ------ | ------------------------------------ | ------------------------------------ | ------------------------------------ | ------------------------------------ | ---- | ---- |
| 1989 |          |        | Polska                               |                                      |                                      |                                      | 32   | 25   |
| 1989 |          |        | 13                                   | -                                    | -                                    | -                                    | 32   | 25   |

### Bułgarska Formuła Easter
| Rok  | Zespół        | Samochód | Silnik | Wyniki w poszczególnych eliminacjach | Wyniki w poszczególnych eliminacjach | Wyniki w poszczególnych eliminacjach | Wyniki w poszczególnych eliminacjach | Pkt. | Msc. |
| ---- | ------------- | -------- | ------ | ------------------------------------ | ------------------------------------ | ------------------------------------ | ------------------------------------ | ---- | ---- |
| 1987 |               |          |        |                                      |                                      |                                      |                                      | 10   | 9    |
| 1987 | Metalczimawto |          |        | -                                    | 4                                    | -                                    |                                      | 10   | 9    |
| 1988 |               |          |        |                                      |                                      |                                      |                                      | 35   | 2    |
| 1988 | Metalczimawto |          |        | 6                                    | 1                                    | 2                                    |                                      | 35   | 2    |
| 1989 |               |          |        |                                      |                                      |                                      |                                      | 45   | 2    |
| 1989 | Metalczimawto |          |        | 4                                    | 2                                    | -                                    | 1                                    | 45   | 2    |